# Laelia horishanella
Laelia horishanella är en fjärilsart som beskrevs av Matsumura 1933. Laelia horishanella ingår i släktet Laelia och familjen tofsspinnare. Inga underarter finns listade i Catalogue of Life.